# Castilblanco de los Arroyos
Castilblanco de los Arroyos is een gemeente in de Spaanse provincie Sevilla in de regio Andalusië met een oppervlakte van 324 km². In 2007 telde Castilblanco de los Arroyos 4986 inwoners.

## Demografische ontwikkeling
Bron: INE, 1857-2011: volkstellingen